# Hallen, Partille kommun
Hallen är ett bostadsområde i tätorten Öjersjö i Partille kommun i Västra Götalands län. Den klassades som egen småort till och med 2005 men hade 2010 växt samman med tätorten Öjersjö.